# Gagea praemixta
Gagea praemixta är en liljeväxtart som beskrevs av Aleksei Ivanovich Vvedensky. Gagea praemixta ingår i Vårlökssläktet och i familjen liljeväxter. Inga underarter finns listade.